# The Last Don 2
The Last Don 2 (también estilizado como The Last Don II o The Last Don, Vol. 2) es el sexto álbum de estudio del cantante puertorriqueño Don Omar. Fue publicado el 16 de junio de 2015 a través de Machete Music y distribuido por Universal Music Latino.
El álbum está compuesto por 12 canciones con participaciones especiales de Wisin & Yandel, Daddy Yankee y Tego Calderón, mientras que en la producción estuvieron presentes Chris Jeday, Jumbo, Mambo Kingz, Tainy, entre otros. Una de las canciones promocionales, «Perdido en tus ojos» a dueto con Natti Natasha, se convirtió en la canción con mejor recepción comercial.
Fue el único álbum del exponente que no contó con vídeos musicales como promoción, dando a disputas entre el cantante y el sello Universal Music Group con la subsidiaria Machete Music, esto por la falta de apoyo. Además, en un principio fueron grabadas más de 24 canciones, incluyendo colaboraciones con Jennifer Lopez y Flo Rida que no fueron publicadas.

## Recepción

### Crítica
En un artículo publicado por la revista Billboard realizaron un track-by-track destacando las mejores canciones junto a comentarios del cantante al momento de realizar el álbum. Algunas canciones destacadas fueron: «Soledad» por su mezcla de fusiones como acordeón con letras románticas, «Callejero» con Tego Calderón por el uso de percusión y guitarra acústica con algunos raps introspectivos, y «Te recordaré bailando» por el formato pop de coro y verso en contraste al flow más convencional del reguetón, como raps o tiradera.

### Comercial
En las preventas de iTunes para Apple Music, el álbum ya se encontraba en la primera posición en las listas de ventas online, con el álbum de 2003 estando en la posición #20. El álbum vendió 7 000 mil copias en su primera semana según registros de Nielsen Music, también liderando por quinta vez en la lista Top Latin Albums. Con el ingreso a las listas musicales de Billboard, desplazó de la primera posición al cantante regional Gerardo Ortiz y el álbum Cama incendiada de Maná.

### Reconocimientos
| Publicación | Lista                                | Posición | Ref.   |
| ----------- | ------------------------------------ | -------- | ------ |
| AllMusic    | Favorite Latin and World Albums 2015 | N/A      | [ 16 ] |
| Billboard   | 10 Best Latin Albums of 2015         | 9        | [ 17 ] |

## Lista de canciones
| N.º   | Título                                                 | Productor(es)                    | Duración |  |
| 1.    | «Soledad»                                              | Mambo Kingz · Bryan · Gaby Music | 3:12     |  |
| 2.    | «Guaya Guaya»                                          | Jumbo · Chris Jeday              | 3:14     |  |
| 3.    | «Perdido en tus ojos» (con Natti Natasha)              | Chris Jeday · Wichi              | 3:54     |  |
| 4.    | «Callejero» (con Tego Calderón)                        | Chris Jeday · Wichi              | 3:54     |  |
| 5.    | «En lo oscuro» (con Wisin & Yandel)                    | Chris Jeday · Wichi              | 4:18     |  |
| 6.    | «Olvidar que somos amigos» (con Plan B)                | Jumbo                            | 3:31     |  |
| 7.    | «Te recordaré bailando»                                | Jumbo · Bryan                    | 3:33     |  |
| 8.    | «Dobla rodilla» (con Wisin)                            | Tainy                            | 3:56     |  |
| 9.    | «Tírate al medio» (con Daddy Yankee)                   | Chris Jeday · Wichi              | 3:57     |  |
| 10.   | «Bailando bajo el sol»                                 | Jumbo                            | 2:40     |  |
| 11.   | «Sandunga» (con Tego Calderón)                         | Jumbo                            | 3:01     |  |
| 12.   | «Yo soy de aquí» (con Yandel, Daddy Yankee y Arcángel) | Eliel                            | 4:23     |  |
| 43:33 |                                                        |                                  |          |  |

| Remezclas |                           |                     |          |  |
| N.º       | Título                    | Productor(es)       | Duración |  |
| 1.        | «Soledad» (Versión salsa) | Mambo Kingz · Bryan | 3:17     |  |

## Créditos y personal
Adaptado de los créditos en el CD original.
- William Landrón – Artista principal, composición, productor ejecutivo.
- Iancarlo Reyes – Arte.
- Ana J. Alvarado – Coordinación de producción.
- Michael «Mike» Fuller – Masterización en Fuller Sound.
- Rafael Pina – Ingeniero, mezcla, composición (1, 6, 12), productor ejecutivo.
- Nino Segarra Jr. – Ingeniero, mezcla.
- David Duran “The Coach” – Ingeniero de grabación, mezcla (6).
- Juan G. Rivera (Gaby Music) – Ingeniero de grabación, mezcla.
- Edgar Semper, Xavier Semper (Mambo Kingz) – Producción, composición (1).
- Christopher «Bryan» Montalvo (La Mente del Equipo) – Producción, composición.
- Víctor Viera Moore (Jumbo) – Producción, composición.
- Carlos E. Ortiz Rivera – Composición, producción.
- Luis E. Ortiz Rivera (Wichi) – Composición, producción.
- Natalia Gutiérrez – Artista invitada, composición (3).
- Tegui Calderón – Artista invitado, composición (4, 11).
- Juan Luis Morera – Artista invitado, composición (5, 8).
- Llandel Veguilla Malavé – Artista invitado, composición (5, 12).
- Orlando Valle, Edwin Vázquez Vega – Artistas invitados, composición (6).
- Marcos Masis – Producción (8).
- Ramón Ayala Rodríguez – Artista invitado, composición (9, 12).
- Austin Santos – Artista invitado, composición (12).
- Eliel Lind Osorio – Producción, composición (12).
- Milton J. Restituyo (Alcover) – Producción.

## Posicionamiento en listas
| Listas (2015)                        | Mejor posición |
| ------------------------------------ | -------------- |
| España (Top 100 Álbumes)             | 81             |
| Estados Unidos (Billboard 200)       | 73             |
| Estados Unidos (Latin Rhythm Albums) | 1              |
| Estados Unidos (Top Latin Albums)    | 1              |
| Estados Unidos (Top Rap Albums)      | 6              |
| Estados Unidos (Top Album Sales)     | 47             |

| Listas (2015)                        | Posición |
| ------------------------------------ | -------- |
| Estados Unidos (Latin Rhythm Albums) | 1        |
| Estados Unidos (Top Latin Albums)    | 20       |

| Listas (2016)                        | Posición |
| ------------------------------------ | -------- |
| Estados Unidos (Latin Rhythm Albums) | 14       |

## Premios y nominaciones
| Año  | Premios                | Categoría                      | Resultado |
| ---- | ---------------------- | ------------------------------ | --------- |
| 2015 | Premios Grammy Latinos | Mejor álbum de música urbana   | Nominado  |
| 2016 | Premios Lo Nuestro     | Álbum urbano del año           | Nominado  |
| 2016 | Billboard Music Awards | Latin Rhythm Album of the Year | Nominado  |